# داميان راسيل
داميان راسيل (بالإنجليزية: Damien Russell)‏ هو لاعب كرة قدم أمريكية أمريكي، ولد في 20 أغسطس 1970 في نيويورك في الولايات المتحدة.

## وصلات خارجية
- داميان راسيل على موقع مرجع كرة القدم المحترفة.كوم (الإنجليزية)
- داميان راسيل على موقع JustSportsStats.com (الإنجليزية)